# Confinamento inercial
Confinamento inercial é o processo onde as reações da fusão nuclear é iniciado por aquecimento e compressão do combustível tipicamente na forma de partículas que frequentemente contém uma mistura de deutério e trítio.

## Métodos
Segundo o método que se usa para adotar o movimento necessário para as partículas de combustível podemos distinguir:
- Confinamento utilizado o laser de partículas

O método mais empregado para o confinamento inercial emprega um laser sobre um ponto. A fusão nuclear por confinamento inercial se consegue por meio de várias faces de raios laser (192 no NIF) de raios X ou ions pesados acelerados focados em um pequeno ponto esférico (10 miligramas), onde se encontra o combustível de deutério-trítio.
- Confinamento por fixação

Recentemente foi apresentado pela comunidade científica vários projetos para alcançar um confinamento inercial mediante o uso de ondas de choque eletromagnéticas sobre o combustível.

## Processo
Um processo de aquecimento do material é a compressão. Nesse caso o que se pretende é que um aumento da pressão aumenta a densidade e a temperatura. Para aumentar a pressão em um ponto, necessita-se fazer um impacto sobre ele. Refere-se aqui ao sentido mais amplo do conceito de partícula ou corpúsculos, como o conceito de pressão.

## Desenvolvimento de energia
Nos momentos de demonstração do funcionamento do reator através do confinamento inercial que está sendo realizada no NIF (National Ignition Facility) nos Estados Unidos e no LMJ (Laser Megajoule) na França, com a mesma enérgia do NIF, com 240 feixes de laser em vez de 192, proporcionando uma maior flexibilidade (e complexidade) para a instalação. Ambas as instalações utilizam de ataque direto no alvo.
Existem outras fábricas que estudam fusão inercial, como o XII Gekko em Osaka (Japão) e Omega-upgrade em Rochester (Reino Unido), para estudar o ataque direto (Direct drive).